# Узі Рубін
Узі Рубін (іврит: עוזי רובין; нар. 1937) — ізраїльський оборонний інженер та аналітик.

## Участь в оборонній промисловості
Узі Рубін майже сорок років брав участь в ізраїльських військових дослідницьких, розробницьких та інженерних програмах. Між 1991 і 1999 роками він обіймав посаду керівника Організації протиракетної оборони Ізраїлю, і на цій посаді він керував розробкою ізраїльської системи протиракетної оборони «Стріла». У 1996 році він був нагороджений Премією оборони Ізраїлю. Він є членом Центру стратегічних досліджень імені Бегіна-Садата в Університеті Бар Ілан.